# 和歌山ターミナルビル
和歌山ターミナルビル（わかやまターミナルビル）は、和歌山県和歌山市の和歌山駅前にある複合商業施設である。

## 概要
地上9階、地下1階。隣接して立体駐車場がある。地下1階から地上5階に近鉄百貨店和歌山店、1階と2階に和歌山ミオ北館（旧ジョワ専門店）が共存、6階から9階はJR西日本ホテルズのホテルグランヴィア和歌山となっている。1階から4階は和歌山駅の駅ビルである和歌山ミオ本館への連絡口がある。
運営会社の和歌山ターミナルビル株式会社はJR西日本ホテルズを展開する株式会社ジェイアール西日本ホテル開発の連結子会社（JR西日本の孫会社）となっている。

## 沿革
- 1982年4月8日 - 和歌山ターミナルビル株式会社設立。
- 1987年
  - 4月24日 - 和歌山ターミナルビル竣工[1]。和歌山近鉄百貨店（西側から移転）・ジョワ専門店開業。
  - 4月26日 - 和歌山ターミナルホテル開業。
- 2000年4月28日 - 15000平方メートルを増築し、ホテル内にチャペルを新設[4]。
- 2002年6月1日 - ホテルをホテルグランヴィア和歌山に改称。
- 2009年3月1日 - 和歌山近鉄百貨店を株式会社近鉄百貨店へ吸収合併、近鉄百貨店和歌山店となる。
- 2016年
  - 1月31日 - ジョワ専門店閉店。
  - 3月18日 - 和歌山ミオ北館開業。

## 館内
- B1 近鉄百貨店（食料品と商品券）
- F1 近鉄百貨店（特選ブティックと婦人服飾雑貨、化粧品）、和歌山ミオ北館 8店舗、ホテルフロント・ロビー
- F2 近鉄百貨店（婦人服（ヤング）と婦人くつ、ハンドバッグ）、和歌山ミオ北館 7店舗
- F3 近鉄百貨店（婦人服（キャリア、ミセス）と呉服）
- F4 近鉄百貨店（紳士とこども、教養用品）
- F5 近鉄百貨店（宝飾・時計と生活雑貨、催事場、友の会）、和歌山ミオ北館グルメパーク 5店舗
- F6 宴会場・神殿・ブライダルコーナー・チャペル
- F7 ホテル客室
- F8 ホテル客室
- F9 ホテル客室
- 屋上 ビアガーデン（夏期限定）